# Krystyna Dąbrowska (escaquista)
|  | Aquest article tracta sobre la jugadora d'escacs. Si cerqueu l'artista, vegeu «Krystyna Dąbrowska». |

Krystyna Dąbrowska (nascuda el 5 de desembre de 1973) és una jugadora d'escacs polonesa que té el títol de Gran Mestra Femenina des de 1994.

## Resultats destacats en competició
Dąbrowska va guanyar el Campionat del món d'escacs sub 16 femení el 1989.
El 1992 va guanyar tant el Campionat Mundial d'escacs juvenil femení com el Campionat d'escacs polonès femení.
Va quedar 15ena al Campionat del món d'escacs femení de 1996.